# William Rabun
William Rabun (Contea di Halifax, 8 aprile 1771 – Contea di Hancock, 24 ottobre 1819) è stato un politico statunitense.
29º governatore della Georgia, gli è dedicata la contea di Rabun.

## Biografia
Nacque da Matthew Rabun e Sarah Warren, abitatori della campagna della Carolina del Nord. Dopo la guerra d'indipendenza americana la famiglia si trasferì in Georgia, e William Rabun si arruolò nella milizia locale divenendo capitano nel 1793. Di fede battista, sposò Mary Battle.
Divenuto giudice, nel 1810 entrò in politica, venendo eletto nel Senato georgiano fino al 1817. Divenuto presidente del Senato locale, dopo le dimissioni del governatore David B. Mitchell divenne automaticamente suo successore. Inizialmente solo un rimpiazzo, venne eletto per un mandato pieno nel novembre successivo, e durante il suo governo rafforzò l'istruzione pubblica e la viabilità fluviale della Georgia.
Allo scoppio della prima guerra seminole ordinò spietate rappresaglie agli attacchi dei nativi americani, ed entrò per questo in conflitto col generale Andrew Jackson, che voleva un approccio più moderato. Nell'ottobre 1819 si ammalò e morì nel giro di poco tempo; pochi mesi dopo l'Assemblea georgiana gli intitolò la neocostituita contea di Rabun.